# Тазабагъябская культура
Тазабагъябская культура (англ. Tazabagyab Culture; туркм. Täzebagýap medeniýeti) — археологическая культура бронзового века (XV—XI вв. до н. э.), расположенная в Приаралье на территории Туркменистана и  Узбекистана. Сменила собой кельтеминарскую культуру. Образовалась в результате миграции пришлых племён андроновской и срубной культур, синтез которых произошёл ещё на Урале. Выделена С. П. Толстовым в 1948 году.
Предполагается, что носителями этой культуры являлись индоевропейские скотоводы, которые постепенно перешли к поливному земледелию, положив начало земледельческой культуре Хорезма. Обнаружены следы культа огня.
Принимала участие в формировании последней стадии Каунда археологической суярганской культуры.

## Палеогенетика
У образца I12499 (Kokcha 3, 1497—1318 лет до н. э.) определена Y-хромосомная гаплогруппа R1a1a1b2-Z93>Z94>Z2124>Z2125>YP413.

## Памятники
- Кокча (могильник)